# Velký kněz k nám dnes přichází
Velký kněz k nám dnes přichází (slovensky Veľký kňaz k nám dnes prichádza) je slovenská duchovní píseň. Její text napsal Andrej Ľudovít Radlinský, melodii složil Mikuláš Schneider-Trnavský. V Jednotném katolickém zpěvníku je označena číslem 518. 

## Užití
Má čtyři sloky a používá se k přivítání biskupa, takže se často zpívá například při biřmování.